# Stötten am Auerberg
Stötten am Auerberg, Stötten a.Auerberg – miejscowość i gmina w południowych Niemczech, w kraju związkowym Bawaria, w rejencji Szwabia, w regionie Allgäu, w powiecie Ostallgäu, siedziba wspólnoty administracyjnej Stötten am Auerberg. Leży w Allgäu, około 7 km na południowy wschód od Marktoberdorfu, przy drodze B16.

## Demografia
| Rok  | Liczba mieszk. |
| ---- | -------------- |
| 1970 | 1 851          |
| 1987 | 1 748          |
| 2000 | 1 897          |

## Polityka
Wójtem gminy jest Joachim Ernst, rada gminy składa się z 12 osób.
|      | Allgemeine Wählerschaft | Razem |
| 2008 | 12                      | 12    |
| 2002 | 12                      | 12    |

## Oświata
W gminie znajduje się przedszkole (53 dzieci) oraz szkoła (143 uczniów).